# Sara Mella
Sara Mella (Pordenone, 14 aprile 1998) è una calciatrice italiana, difensore del Sassuolo.

## Carriera

### Club

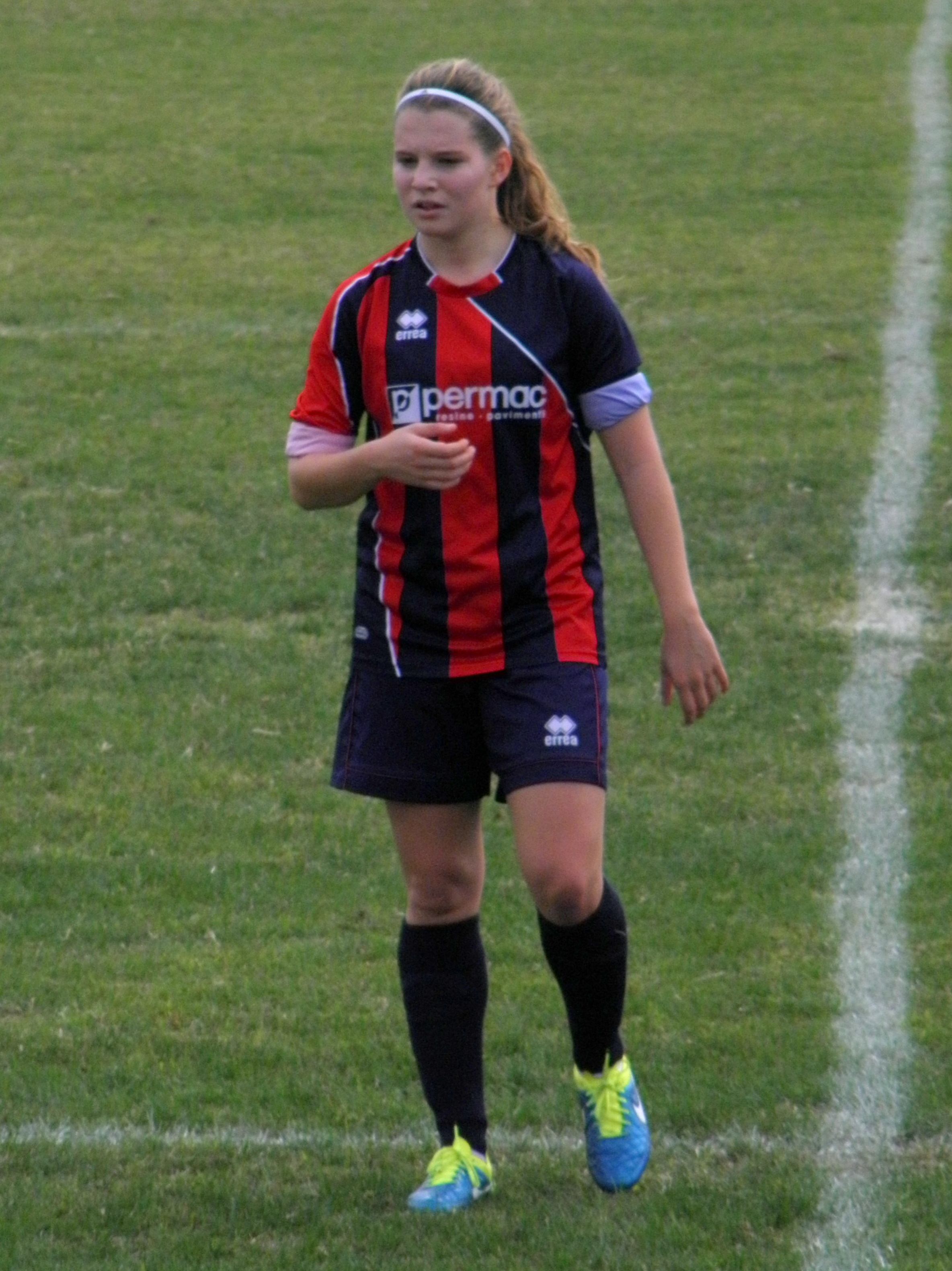
Mella con la maglia del nell'incontro di Coppa Italia 2015-2016 vinto a Cavarzere sul.

Inizia a giocare in una formazione interamente femminile dalla stagione 2012-2013, accordandosi con il Pordenone, inserita in rosa nella formazione che compete nel Campionato Primavera di categoria, per passare in rosa della prima squadra nella stagione successiva debuttando in Serie A, primo livello del campionato italiano femminile di calcio, nel corso del campionato 2013-2014, sostituendo a fine partita Natasha Piai nell'incontro della 22ª giornata perso 7-0 in trasferta con l'AGSM Verona.
Rimane con la squadra friulana anche la stagione successiva, condividendo con le compagne il difficile percorso nel campionato 2014-2015 che per le riforme introdotte vede al suo termine la retrocessione di ben sei squadre. Il Pordenone stenta a uscire dalla parte bassa della classifica, totalizzando solamente 15 punti, frutto di 3 vittorie, 6 pareggi e 17 sconfitte, che vedono la squadra chiudere al 13º e penultimo posto con conseguente retrocessione in Serie B. Nelle due stagioni in neroverde Mella totalizza 21 presenze in campionato.
Durante il calciomercato estivo 2015 Mella si trasferisce al neopromosso Vittorio Veneto che si appresta nella sua stagione 2015-2016 a giocare il suo primo campionato di Serie A. Sotto la guida del tecnico Sergio Fattoreln, con la nuova maglia rossoblu delle Tose fa il suo esordio fin dalla 1ª giornata e va a segno tre incontri più tardi aggiudicando alla sua squadra la prima vittoria grazie alla tripletta con cui supera per 3-2 le avversarie del Luserna.
Dopo due stagioni giocate al Vittorio Veneto, nel luglio 2017 ha trovato un accordo con il Tavagnacco per disputare il campionato di Serie A.
Nel luglio 2021, dopo due stagioni consecutive al Verona, si è trasferita all'Empoli. Dal 2022 è al Sassuolo. Il 9 luglio del 2025 il club neroverde ha annunciato il rinnovo del contratto fino al 2027.

### Nazionale
Con le Azzurrine della selezione under 17 ha conquistato il terzo posto nel Campionato europeo di categoria 2014 e il terzo posto nel Mondiale della Costa Rica.
Corradini la convoca in seguito anche nella formazione under 19 impegnata nelle qualificazioni del campionato europeo di categoria di Slovacchia 2016. Con la maglia dell'under 19 il 17 settembre 2015 fa il suo debutto in una competizione ufficiale UEFA nella partita vinta per 11-0 sulle pari età di Cipro, siglando al 41' e al 69' la terza e la settima rete dell'incontro valido per la prima fase di qualificazione. Gioca inoltre altri due incontri della fase élite dove le Azzurrine si classificano solo al terzo posto del gruppo 4 mancando l'accesso alla fase finale.
In rosa anche per la successiva fase di qualificazione per l'Europeo di Irlanda del Nord 2017, gioca tutti i sei incontri della prima fase e della fase élite, con l'Italia che riesce a raggiungere il primo posto nel gruppo 5 e accedere così alla fase finale dopo l'ultima partecipazione all'Europeo casalingo del 2011. Condivide il percorso della sua nazionale giocando i tre incontri del gruppo B e classificandosi con due sconfitte e un pareggio all'ultimo posto venendo così eliminata dal torneo.
Convocata nella rappresentativa under 23 marca una presenza nell'amichevole del 9 aprile 2018 persa per 3-1 con gli Stati Uniti under 20.

## Statistiche

### Presenze e reti nei club
Statistiche aggiornate al 19 agosto 2025.
| Stagione               | Squadra                | Campionato             | Campionato | Campionato | Coppe nazionali | Coppe nazionali | Coppe nazionali | Coppe continentali | Coppe continentali | Coppe continentali | Altre coppe | Altre coppe | Altre coppe | Totale | Totale |
| Stagione               | Squadra                | Comp                   | Pres       | Reti       | Comp            | Pres            | Reti            | Comp               | Pres               | Reti               | Comp        | Pres        | Reti        | Pres   | Reti   |
| ---------------------- | ---------------------- | ---------------------- | ---------- | ---------- | --------------- | --------------- | --------------- | ------------------ | ------------------ | ------------------ | ----------- | ----------- | ----------- | ------ | ------ |
| 2013-2014              | Pordenone              | A                      | 2          | 0          | CI              | ?               | ?               | -                  | -                  | -                  | -           | -           | -           | 2+     | 0+     |
| 2014-2015              | Pordenone              | A                      | 18         | 0          | CI              | ?               | ?               | -                  | -                  | -                  | -           | -           | -           | 18+    | 0      |
| Totale Pordenone       | Totale Pordenone       | Totale Pordenone       | 20         | 0          | -               | ?               | ?               | -                  | -                  | -                  | -           | -           | -           | 20+    | 0+     |
| 2015-2016              | Vittorio Veneto        | A                      | 20         | 5          | CI              | 3               | 2               | -                  | -                  | -                  | -           | -           | -           | 23     | 7      |
| 2016-2017              | Vittorio Veneto        | B                      | 21         | 4          | CI              | 2               | 1               | -                  | -                  | -                  | -           | -           | -           | 23     | 5      |
| Totale Vittorio Veneto | Totale Vittorio Veneto | Totale Vittorio Veneto | 41         | 9          | -               | 5               | 3               | -                  | -                  | -                  | -           | -           | -           | 46     | 12     |
| 2017-2018              | Tavagnacco             | A                      | 20+1       | 0          | CI              | 6               | 1               | -                  | -                  | -                  | -           | -           | -           | 27     | 1      |
| 2018-2019              | Tavagnacco             | A                      | 16         | 0          | CI              | -               | -               | -                  | -                  | -                  | -           | -           | -           | 16     | 0      |
| Totale Tavagnacco      | Totale Tavagnacco      | Totale Tavagnacco      | 37         | 0          | -               | 6               | 1               | -                  | -                  | -                  | -           | -           | -           | 43     | 1      |
| 2019-2020              | Verona                 | A                      | 15         | 0          | CI              | 1               | 0               | -                  | -                  | -                  | -           | -           | -           | 16     | 0      |
| 2020-2021              | Verona                 | A                      | 20         | 2          | CI              | 2               | 0               | -                  | -                  | -                  | -           | -           | -           | 22     | 2      |
| Totale Verona          | Totale Verona          | Totale Verona          | 35         | 2          | -               | 3               | 0               | -                  | -                  | -                  | -           | -           | -           | 38     | 2      |
| 2021-2022              | Empoli                 | A                      | 20         | 0          | CI              | 5               | 0               | -                  | -                  | -                  | -           | -           | -           | 25     | 0      |
| 2022-2023              | Sassuolo               | A                      | 17         | 0          | CI              | 2               | 0               | -                  | -                  | -                  | -           | -           | -           | 19     | 0      |
| 2023-2024              | Sassuolo               | A                      | 11         | 0          | CI              | 3               | 0               | -                  | -                  | -                  | -           | -           | -           | 14     | 0      |
| 2024-2025              | Sassuolo               | A                      | 11         | 0          | CI              | 3               | 0               | -                  | -                  | -                  | -           | -           | -           | 14     | 0      |
| 2025-2026              | Sassuolo               | A                      | -          | -          | CI              | -               | -               | -                  | -                  | -                  | AWC         | -           | -           | -      | -      |
| Totale Sassuolo        | Totale Sassuolo        | Totale Sassuolo        | 39         | 0          | -               | 8               | 0               | -                  | -                  | -                  | -           | -           | -           | 47     | 0      |
| Totale carriera        | Totale carriera        | Totale carriera        | 190        | 11         | -               | 27+             | 4+              | -                  | -                  | -                  | -           | -           | -           | 217+   | 15+    |